# Consorzio di bonifica in Destra del fiume Sele
Il Consorzio di bonifica in Destra del fiume Sele è un ente pubblico comprendente parte del bacino idrografico del fiume Sele.
Istituito con R.D. del 19.8.1932 gestisce l'irrigazione, la tutela dell'ambiente e la valorizzazione del territorio agricolo.
Il territorio in cui opera il consorzio è situato sulla riva destra del fiume Sele, copre una superficie territoriale di 70.963 ettari  ripartiti fra i seguenti comuni appartenenti alla Provincia di Salerno:
- Acerno;
- Battipaglia;
- Bellizzi;
- Campagna;
- Castiglione del Genovesi;
- Contursi Terme (ha 255);
- Eboli;
- Giffoni Sei Casali;
- Giffoni Valle Piana (ha 7.368);
- Montecorvino Pugliano;
- Montecorvino Rovella;
- Olevano sul Tusciano;
- Pontecagnano Faiano;
- Salerno (ha 2.032);
- San Cipriano Picentino;
- San Mango Piemonte.

La sede amministrativa è a Salerno e le sedi operative sono in località Aversana di Battipaglia e in località Cioffi di Eboli.